# Kinkasan Maru
Die Kinkasan Maru (jap. 金華山丸) war ein japanisches Stückgutschiff. Es war das erste größere Seeschiff mit komplett automatisierter Maschinenanlage und Regelung von der Brücke.

## Geschichte
Im März 1959 gab das japanische Transportministerium eine Studie über unterschiedliche Problemstellungen und Möglichkeiten der Schiffsautomation beim Technischen Ausschuss der japanischen Schiffbauindustrie in Auftrag. Nach der gemeinsamen Bearbeitung durch verschiedene Unterausschüsse und Gremien wurde der Bau der Kinkasan Maru in Auftrag gegeben. Das Schiff lief am 12. August 1961 als Baunummer 662 bei der Werft Mitsui Tamano Engineering & Shipbuilding in Tamano für die Reederei Mitsui Senpaku Kaisha vom Stapel. Es war das Typschiff einer Klasse von zwei Schiffen. Das Schwesterschiff war die Kasugasan Maru (春日山丸). Die beiden Einheiten waren kleinere für den Sankt-Lorenz-Seeweg angepasste Version des Standardfrachters von Mitsui Senpaku Kaisha. Die Kinkasan Maru war von November 1961 bis 1979 zunächst für Mitsui, später Mitsui O.S.K. in Fahrt und wurde 1979 in Kaohsiung verschrottet.

## Technik
Die grundlegende Auslegung der Kinkasan Maru unterschied sich nicht wesentlich von zeitgemäßen Stückgutschiffsentwürfen. Das leicht abgerundete Brückenhaus war in der Schiffsmitte angeordnet, der Rumpf verfügte über zwei durchlaufende Decks, eine erhöhte Back, einen mäßig vornüberfallenden Steven ohne Bugwulst und ein Kreuzerheck. Vor und hinter den Aufbauten befanden sich jeweils drei herkömmlich unterteilte Laderäume. Die Umschlageinrichtungen bestanden aus zeitgemäßen Ladebäumen. Das Schiff verfügte über Kühlladeräume und Tieftanks für flüssige Ladungen.
Der Schiffsantrieb bestand aus einem Mitsui B&W 874-VT2BF-160 Achtzylinder-Dieselmotor mit einer Leistung von 12.000 PS bei 115 Umdrehungen, der direkt auf einen Vierflächen-Festpropeller mit einem Durchmesser von 5,8 Meter wirkte. Die Höchstgeschwindigkeit während der Probefahrt betrug 18,25 Knoten. Bemerkenswert war zum einen die Automatisierung der Haupt- und Hilfsmotoren sowie zahlreicher Hilfsmaschinen der Maschinenanlage und zum anderen die Auslegung auf eine Fernsteuerung wesentlicher Teile der Maschinenanlage von der Brücke.